# Чернобыльская АЭС
Госуда́рственное специализи́рованное предприя́тие «Черно́быльская а́томная электроста́нция» или ГСП Чернобыльская АЭС, сокр. ЧАЭС (укр. Чорно́бильська атомна електростанція, ЧАЕС) — остановленная атомная электростанция на территории современной Украины (ранее СССР). В ночь с 25 на 26 апреля 1986 года на электростанции произошла авария, ставшая крупнейшей в истории атомной энергетики.
Станция находится в подчинении Министерства энергетики и защиты окружающей среды Украины.
Принят в эксплуатацию новый саркофаг над аварийным 4-м энергоблоком, получивший название «Новый безопасный конфайнмент» (сокр. НБК). НБК был надвинут в проектное положение в ноябре 2016 года; проект завершён в мае 2018 года.
24 февраля 2022 года в ходе вторжения России на Украину была захвачена российской армией. После захвата станция оказалась обесточена и перешла на аварийные временные дизель-генераторы. Дистанционно контролировать параметры ядерной и радиационной безопасности на объекте для центральной власти в Киеве стало невозможно. Возвращена под контроль Украины 31 марта.

## Географическое положение
Чернобыльская АЭС расположена в восточной части белорусско-украинского Полесья на севере Украины в 16 км от границы с Республикой Беларусь, на берегу реки Припять, впадающей в Днепр. Станция стоит на равнинном рельефе, с преобладанием лесов и болот. Почвы вокруг станции песчаные и суглинистые.
- К западу от трёхкилометровой санитарно-защитной зоны АЭС располагается покинутый город Припять, бывший город-спутник;
- В 18 км к юго-востоку от станции находится бывший районный центр — город Чернобыль;
- В 110 км к югу — город Киев.
- В 3 км на запад находится ж/д станция Янов
- В 12 км к северу протекает река Припять

## Описание станции

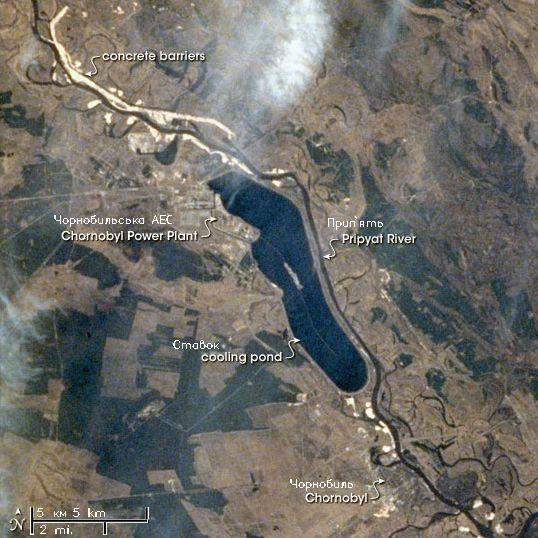
Космический снимок ЧАЭС и окрестностей со станции «Мир», 27 апреля 1997 года

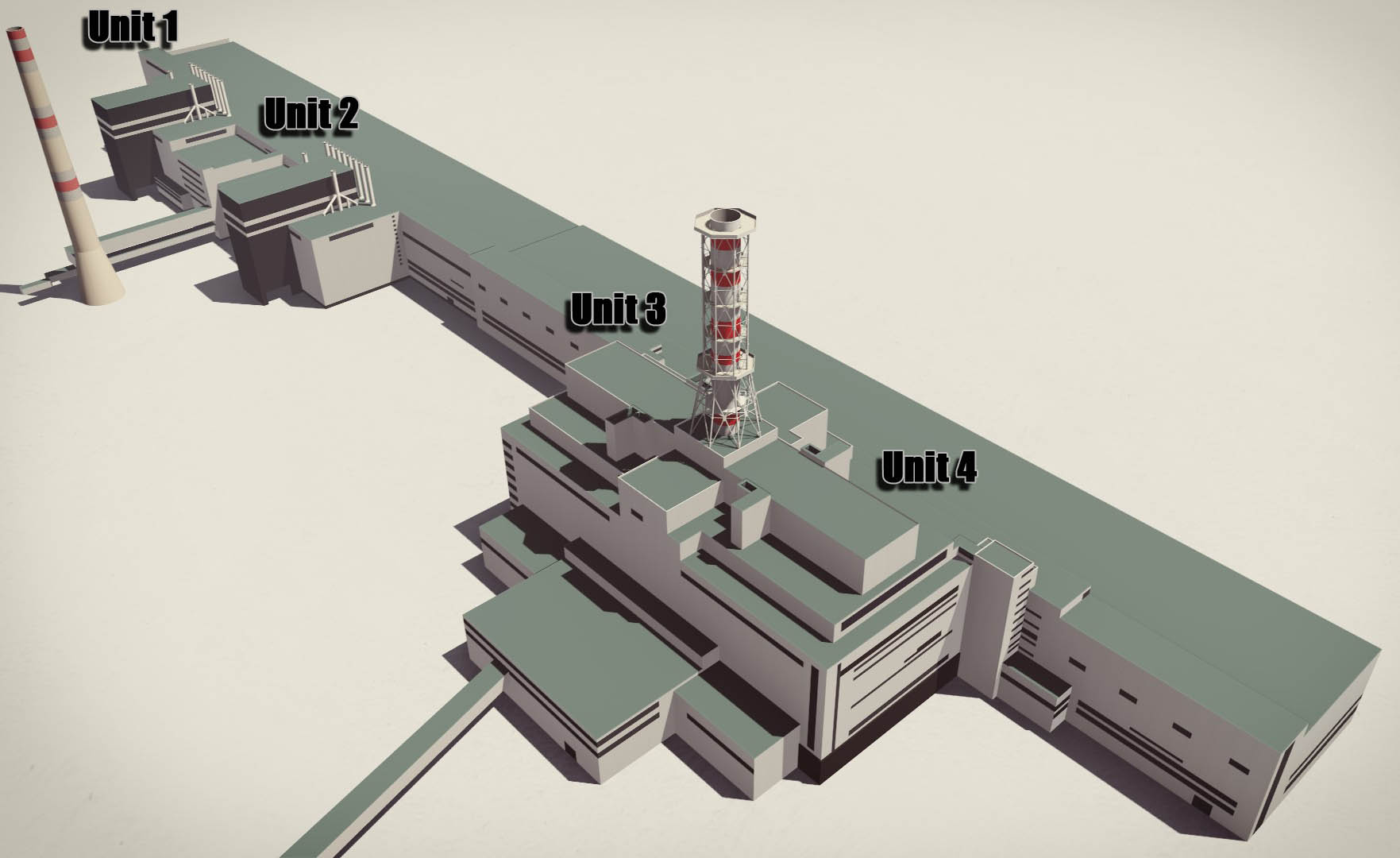
Трёхмерная модель Чернобыльской АЭС до аварии в 1986 году

Первая очередь ЧАЭС (первый и второй энергоблоки с реакторами РБМК-1000) была построена в 1970—1977 годах, вторая очередь (третий и четвёртый энергоблоки с аналогичными реакторами) была построена на этой же площадке к концу 1983 года. В 1981 году в 1,5 км к юго-востоку от площадки первой—второй очереди было начато строительство третьей очереди — пятого и шестого энергоблоков с такими же реакторами, остановленное после аварии на четвёртом энергоблоке при высокой степени готовности объектов.
Непосредственно в долине реки Припять к юго-востоку от площадки АЭС для обеспечения охлаждения конденсаторов турбин и других теплообменников первых четырёх энергоблоков построен наливной пруд-охладитель площадью 22 км² на уровне, превышающем уровень воды в реке Припять на 7 м и на 3,5 м ниже отметки планировки площадки АЭС. До 1986 года пруд-охладитель был ключевым элементом инфраструктуры ЧАЭС. Он обеспечивал работу четырёх энергоблоков, а также использовался для разведения рыбы. Вокруг водоёма сложилась уникальная экосистема, привлекавшая птиц и животных.
Уже в 1978 году биологи зафиксировали аномалии в экосистеме пруда-охладителя: мутации рыб, снижение биоразнообразия. Сбросы теплой воды создавали «тепловое загрязнение», нарушая естественный цикл реки Припять. Несмотря на это, отчёты о воздействии АЭС на окружающую среду оставались засекреченными вплоть до 1986 года.
Для обеспечения охлаждения теплообменников третьей очереди планировалось использовать возводившиеся рядом с пятым и шестым строящимися блоками градирни.
Проектная генерируемая мощность ЧАЭС составляла 6000 МВт, по состоянию на апрель 1986 года в эксплуатации были задействованы четыре энергоблока с реакторами РБМК-1000 суммарной генерирующей мощностью 4000 МВт. На момент аварии Чернобыльская АЭС, наряду с Ленинградской и Курской, была самой мощной в СССР (по данным МАГАТЭ, пуск четвёртого энергоблока Курской АЭС состоялся в феврале 1986 года, и он ещё только выходил на проектную мощность).
По неподтверждённым сведениям, всего на ЧАЭС планировалось ввести до 12 реакторов, но это не более, чем городская легенда.
После 23 лет 2 месяцев и 20 дней работы 15 декабря 2000 года АЭС навсегда прекратила генерацию электроэнергии. В настоящее время ведутся работы по выводу из эксплуатации АЭС и преобразованию разрушенного в результате аварии четвёртого энергоблока в экологически безопасную систему. Полный вывод из эксплуатации запланирован к 2065 году.
В июле 2022 года Чернобыльская АЭС, вместе с остальными АЭС Украины, получила подтверждение об официальном переходе в Парижский центр Всемирной ассоциации организаций, эксплуатирующих атомные электростанции. Ранее ЧАЭС с момента основания организации в 1989 году находилась в ведении Московского регионального центра.

## История
В соответствии с Постановлением Совета Министров СССР от 29 июня 1966 года, утверждавшим план ввода атомных станций в 1966—1977 годах, было запланировано задействовать энергетические мощности в размере 11 900 МВт, в том числе с реакторами РБМК — 8000 МВт. Одна из атомных электростанций должна была компенсировать дефицит электроэнергии в Центральном энергетическом районе — самом крупном в Объединённой энергосистеме (ОЭС) Юга. Ввод в эксплуатацию первого энергоблока первой атомной украинской электростанции планировался в 1974 году, второго — в 1975 году.

### Строительство и эксплуатация

#### Выбор площадки
Для поиска пригодной и наиболее подходящей площадки для размещения атомной электростанции в период 1965—1966 гг. Киевским отделением проектного института «Теплоэлектропроект» были обследованы 16 пунктов в Киевской, Винницкой и Житомирской областях.
Площадка была выбрана в 4 км от села Копачи Чернобыльского района, на правом берегу реки Припять в 15 км от города Чернобыль вблизи станции Янов железнодорожной линии Чернигов — Овруч. По итогам обследования зе́мли, на которых она располагалась, были признаны малопродуктивными. Установлено было также соответствие требованиям водообеспечения, транспорта и санитарно-защитной зоны.
Данная площадка была рекомендована Государственной комиссией и согласована с Киевским обкомом КПУ, Киевским облисполкомом, Министерством энергетики и электрификации УССР и другими заинтересованными организациями.
18 января 1967 года Коллегией Госплана УССР рекомендовано место размещения АЭС около села Копачи Киевской области, будущей станции дано название Чернобыльская. 2 февраля 1967 года Постановлением ЦК КПСС и Совета Министров СССР утверждены рекомендации Госплана УССР о размещении АЭС около села Копачи Киевской области.

#### Выбор типа энергоустановки
Проектное задание на строительство Чернобыльской АЭС мощностью 2000 МВт было выполнено Уральским отделением института «Теплоэлектропроект». Утверждённое 29 сентября 1967 года Минэнерго СССР задание было разработано для трёх видов реакторов:
- графито-водного реактора РБМК-1000 (Реактор большой мощности канального типа);
- графито-газового реактора РК-1000;
- водо-водяного реактора ВВЭР (Водо-водяной энергетический реактор);

Согласно проектному заданию технико-экономические показатели первого варианта оказались наиболее низкими при более благоприятном состоянии разработок и возможностях поставок оборудования.
Совместным проектным решением от 21 сентября 1968 года Минэнерго СССР и Минсредмаша СССР для Чернобыльской АЭС было утверждено проектное задание с применением газо-графитового реактора РК-1000.
Постановлением Минэнерго и Минсредмаша СССР от 19 июня 1969 года, утверждённым Советом Министров СССР 14 декабря 1970 года, в связи с большей степенью готовности оборудования проектное задание было переутверждено на применение в проекте реактора РБМК-1000 (Реактор Большой Мощности Канальный мощностью 1000 МВт) — канального, гетерогенного, уран-графитового (графито-водного по замедлителю), кипящего типа, на тепловых нейтронах, использующего в качестве теплоносителя кипящую воду в одноконтурной схеме и предназначенного для выработки насыщенного пара давлением 70 кгс/см².

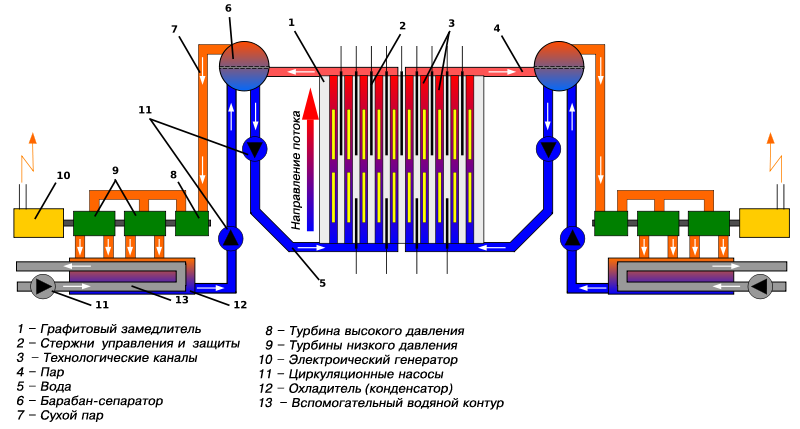
Схема энергоблока АЭС с реактором типа РБМК

Приказом Минэнерго СССР от 30 марта 1970 года дальнейшее проектирование Чернобыльской АЭС было поручено институту «Гидропроект».
Проект реакторного отделения первой очереди ЧАЭС выполнен субподрядчиком — институтом ВНИПИЭТ Минсредмаша СССР.
Чернобыльская АЭС стала третьей станцией с реакторами типа РБМК-1000 после Ленинградской и Курской АЭС, принятых в эксплуатацию, соответственно, в 1973 и 1976 годах.
Решение в пользу бескорпусного реактора РБМК было принято в связи с отсутствием в стране необходимых производственных мощностей для серийного изготовления в необходимых количествах высокопрочных корпусов больших размеров для реакторов типа ВВЭР, широко применяемых в других странах. В связи с этим строительство реакторов РБМК позволяло обеспечить быстрое наращивание энергогенерирующих мощностей страны, развитие атомной энергетики. Отсутствие корпуса, имеющего ограничения по габаритным размерам, позволяло обеспечить достижение большей генерирующей мощности энергоблока (блочной мощности) — 1000, а в последующем 1500 МВт. Проекты реакторов ВВЭР того времени имели ограничение блочной мощности в 440 МВт, только к 1980 году удалось её довести до 1000 МВт. Вместе с тем реактор РБМК позволяет производить перегрузку ядерного топлива без снижения мощности, что обеспечивает повышение коэффициента использования его мощности и экономичности энергоблока в целом. Несмотря на экономическую выгоду, реакторы РБМК-1000 имели серьёзные конструктивные недостатки. Положительный паровой коэффициент реактивности (увеличение мощности при парообразовании) и отсутствие защитной оболочки (контейнмента) создавали потенциальные риски. Эти особенности, наряду с недоработками системы аварийной защиты, впоследствии стали ключевыми факторами катастрофы 1986 года.

#### Этапы строительства и ввода в эксплуатацию
Научным руководителем проекта РБМК-1000 был назначен Институт атомной энергии им. Курчатова (ИАЭ), а главным конструктором — Научно-исследовательский и конструкторский институт энерготехники (НИКИЭТ) Минсредмаша СССР.
Постановлением ЦК КПСС и Совета Министров СССР от 28 мая 1969 года был утверждён сметно-финансовый расчёт на строительство первоочередных объектов Чернобыльской АЭС.
Строительство электростанции было поручено коллективу Кременчуггэсстроя. Возглавили Управление строительства станции и города-спутника АЭС начальник управления Кизима В. Т. и главный инженер Луков И. П.
Приказом Министра энергетики и электрификации СССР от 17 декабря 1969 года с 1 января 1970 года организовывается дирекция Чернобыльской АЭС. В апреле 1970 года директором Чернобыльской АЭС назначен Брюханов В. П., возглавлявший строительство и эксплуатацию станции до апреля 1986 года.
4 февраля 1970 года начаты работы по строительству будущего города энергетиков — Припяти. При этом под строительство новой АЭС и её инфраструктуры были полностью снесены некоторые расположенные рядом населённые пункты, включая деревни и хутора, существовавшие на этой территории до начала стройки.
Одновременно с возведением энергоблоков и города в начале 1970-х годов началось строительство искусственного водоёма для охлаждения реакторов. Пруд площадью 22 км² заполнялся водой из реки Припять через 11-километровый канал. Глубина достигала 20 метров, что делало его одним из крупнейших искусственных водоёмов Европы. Он выполнял критически важную роль: отвод тепла от реакторов РБМК-1000 и обеспечение резервного водоснабжения.
В мае 1970 года начинается разметка котлована под 1-й энергоблок ЧАЭС, в июле следующего, 1971 года, завершается строительство ЛЭП 110 кВ подстанции Чернобыльская, а 7 декабря того же года создаётся постоянно действующая комиссия по принятию объектов Чернобыльской АЭС.
В День строителя — 15 августа 1972 года в 11 часов дня был торжественно уложен первый кубометр бетона в основание деаэраторной этажерки главного корпуса первой очереди станции, произведена закладка нержавеющей капсулы с письмом к будущим поколениям.
Установленные сроки пуска 1-го энергоблока в 1975 году уже с начала строительства оказались под угрозой срыва в связи с низкими темпами проектных, строительных работ и несоблюдением сроков поставок оборудования смежными организациями.
14 апреля 1972 года вышло Постановление ЦК КП Украины и Совета Министров УССР № 179 «О ходе строительства Чернобыльской атомной электростанции». В постановлении отмечено, что управление строительства «Кременчуггэсстрой» Министерства энергетики и электрификации СССР медленно разворачивает строительство Чернобыльской атомной электростанции. План работ не выполняется. Строительно-монтажные работы выполняются на низком инженерном уровне, допускаются большие потери рабочего времени строителей, недостаточно используется строительная техника. Дирекция атомной электростанции несвоевременно и некомплектно выдаёт на строительство необходимую проектно-сметную документацию. Длительное время не решается вопрос о резервном источнике электроснабжения строительства. 30 января 1973 года оформлено решение Минэнерго СССР «О вводе в действие 1 энергоблока ЧАЭС в 1975 году». Выполнение указанного решения было сорвано, и 30 апреля 1975 года первый секретарь ЦК КПУ В. В. Щербицкий подал докладную записку о проблемах обеспечения строящейся АЭС оборудованием Председателю Совета Министров СССР А. Н. Косыгину. После этого уже в октябре на ЧАЭС начали поступать первые тепловыделяющие сборки.
Постановлением ЦК КПСС и Совета Министров СССР от 15 августа 1972 года № 648-200 запланировано строительство второй очереди ЧАЭС в 1976—1981 гг. Решением Минэнерго СССР от 30 марта 1972 года утверждено технико-экономическое обоснование увеличения генерирующей мощности ЧАЭС до 4000 МВт, а 4 января 1974 года принято совместное решение Минэнерго и Минсредмаша СССР о проектировании и строительстве второй очереди. Технический проект второй очереди утверждён постановлением Совета Министров от 1 декабря 1975 года № 2638Р.
В 1977 году на промплощадке станции для обслуживания эксплуатационников и многочисленных бригад строителей функционировали четыре столовые — «Фиалка», «Ромашка», «Эврика», «Электроника».
Первые годы эксплуатационный персонал и строители проживали в общежитиях, а также на съёмной жилплощади в сёлах вокруг строящейся станции. Из-за этого рабочие и инженеры сталкивались с тяжёлыми условиями: перебои в снабжении, нехватка жилья, работа в условиях радиационного фона (особенно после пуска реакторов). Многие получали повышенные зарплаты и льготы («атомные надбавки»), что привлекало специалистов со всего СССР. Однако медицинское обслуживание оставалось низкого качества — лишь в 1978 году открылась первая медсанчасть в Припяти.
Для обеспечения занятости членов семей работников станции было предусмотрено строительство ряда предприятий в городе Припять. Так, в 1979 году построен завод «Юпитер».
К 1980 году Припять стала образцовым «атомоградом». В городе имелось 15 школ, 25 магазинов, кинотеатр «Прометей», дворец культуры «Энергетик», парк аттракционов и даже собственная телестудия. Город проектировался как символ прогресса — широкие проспекты, модернистская архитектура, зелёные зоны. Однако повседневная жизнь вращалась вокруг графика работы АЭС: автобусы синхронизировались с сменами, а праздники часто приурочивали к пуску новых энергоблоков.
В 1981—1983 годах были начаты строительно-монтажные работы по возведению пятого и шестого энергоблоков, входивших в состав третьей очереди. Пуск пятого энергоблока был запланирован на конец 1986 года, а шестого энергоблока — на конец 1988 года. Проектировщики объектов новой очереди — московский «Гидропроект» (до 1986 года) и харьковский «Атомэнергопроект» (после 1986 года). Компоновочная схема V и VI энергоблоков, согласно проекту, была сходна компоновке блоков второй очереди станции и представляла собой два сомкнутых энергоблока. Также как и в блоках II очереди, под плитой будущих реакторов должны были размещаться бассейны-барботеры. Однако, были и отличия — так, планировалось ввести дополнительные системы безопасности, заменить материалы кровли и пр.

##### Пуск первого энергоблока
16 мая 1975 года приказом директора ЧАЭС создана комиссия по подготовке и проведению пуска 1-го энергоблока.

С начала октября 1975 года на склад свежего топлива стали поступать первые топливные сборки.

В связи с отставанием от плановых сроков по критическим позициям графика пуска блока была организована круглосуточная работа, 23 ноября издан приказ директора об организации непрерывных работ по графитовой кладке 1-го энергоблока.

15 мая 1976 года в соответствии с требованиями технического проекта и СЭС установлен регулярный дозиметрический контроль в районах зоны прилегания к АЭС.

В октябре 1976 года приступили к заполнению пруда-охладителя. В этом же году для выполнения наладки, а также обеспечения ремонта энергетического оборудования машинного зала на ЧАЭС был организован производственный участок предприятия «Львовэнергоремонт».
В начале мая 1977 года коллектив монтажников, строителей, наладчиков и эксплуатационный персонал ЧАЭС приступили к пусконаладочным работам на 1-м энергоблоке.

С 8 июня 1977 года в связи с началом работ по сборке топлива была организована зона строгого режима (ЗСР).

1 августа в 20:10 произведена загрузка первой ТВС, а 14 августа в 11:55 полномасштабная загрузка топлива была завершена.

18 сентября 1977 года в 16:17 начался подъём мощности реактора и
26 сентября в 20:19 включён в сеть турбогенератор № 2 первого блока.
Турбогенератор № 1 включён в сеть 2 ноября.

14 декабря 1977 года подписан Акт приёмки первого энергоблока ЧАЭС в эксплуатацию,
24 мая 1978 года первый энергоблок был выведен на мощность 1000 МВт.

##### Пуск второго энергоблока
16 ноября 1978 года начался физический пуск второго энергоблока, 19 декабря приступили к подъёму мощности реактора второго энергоблока и 21 декабря произведено включение в сеть турбогенератора № 3.

10 января 1979 года дал промышленный ток турбогенератор № 4, подписан Акт приёмки второго энергоблока.

Тем не менее, по сведениям КГБ СССР, при строительстве второго энергоблока были допущены многочисленные отступления от проекта и нарушения технологии строительства.

22 апреля 1979 года Чернобыльская АЭС выработала первые десять миллиардов кВт·ч.

28 мая 1979 года энергоблок № 2 выведен на проектную мощность 1000 МВт, которая была освоена за 5 месяцев. 5 октября 1979 года первая очередь Чернобыльской АЭС в составе двух энергоблоков выведена на номинальную мощность 2000 МВт. На освоение первого энергоблока ЧАЭС ушло 8 месяцев, на освоение второго — 5 месяцев.
21 октября 1980 года поставлена под напряжение ЛЭП 750 кВ.

##### Пуск третьего энергоблока
9 сентября 1981 года на строящемся энергоблоке произошёл пожар.

3 декабря 1981 года осуществлён энергетический пуск третьего энергоблока.

8 марта 1982 года на ЧАЭС выработано первые 50 миллиардов кВт·ч электроэнергии.

9 июня 1982 года на третьем энергоблоке освоена проектная мощность 1000 МВт.

##### Пуск четвёртого энергоблока
25 ноября 1983 года на реакторе 4-го энергоблока загружена первая ТВС, а 21 декабря турбогенератор № 7 уже включён в сеть.

30 декабря включён в сеть турбогенератор № 8.

28 марта 1984 года 4-й энергоблок выведен на проектную мощность 1000 МВт.

21 августа 1984 года на Чернобыльской АЭС выработано первые 100 миллиардов кВт·ч электроэнергии.

##### Авария 9 сентября 1982 года

Канал 62-44 (фиолетовый)

9 сентября 1982 года после выполненного среднего планового ремонта во время пробного пуска реактора 1-го энергоблока на мощности 700 МВт тепловых при номинальных параметрах теплоносителя произошло разрушение тепловыделяющей сборки и аварийный разрыв технологического канала № 62-44. Вследствие разрыва была деформирована графитовая кладка активной зоны, в реакторное пространство выброшено значительное количество радиоактивных веществ из разрушенной тепловыделяющей сборки. Тяжёлые последствия аварии обусловлены несрабатыванием аварийной защиты и длительным (в течение 20 минут) удержанием реакторной установки после разрыва канала на мощности 700 МВт тепловых.
Следствием разрыва канала явился выброс радиоактивной парогазовой смеси из реакторного пространства блока № 1 в аварийный конденсатор, трубопровод связи газовых контуров блоков и далее под колокол мокрого газгольдера. В этой части газового контура произошло кратковременное повышение давления, что привело к забросу до 800 кг воды из гидрозатворов в реакторное пространство блока № 2, работавшего на номинальной мощности. За счёт испарения заброшенной воды произошло резкое повышение давления в реакторном пространстве блока № 2, что в свою очередь привело к выдавливанию остальных гидрозатворов со стороны реакторного пространства. Парогазовая смесь из реакторного пространства блока № 2 выбрасывалась под колокол мокрого газгольдера и далее через его опорожнённый гидрозатвор вместе с радиоактивной парогазовой смесью из реакторного пространства блока № 1 — в вентиляционную трубу и атмосферу. В результате выброса радиоактивными веществами была загрязнена значительная территория. Для ликвидации последствий этой аварии потребовалось около 3 месяцев ремонтных работ. Канал 62-44 и участок активной зоны, непосредственно примыкающий к разрушенному каналу, навсегда выведен из работы.
До сегодняшнего дня нет единого мнения. Существует две версии причины, вызвавшей разрыв канала:
- прекращение циркуляции теплоносителя в канале вследствие грубого нарушения персоналом цеха технологического регламента во время регулирования поканальных расходов воды[33] или попадания в канал инородного предмета[34];
- остаточное внутреннее напряжение в стенках циркониевой канальной трубы, возникшее вследствие самовольного изменения заводом технологии её производства[35].

### Авария 26 апреля 1986 года, ликвидация последствий, эвакуация

Разрушенный четвёртый блок, 1986 год

26 апреля 1986 года, в 1:23 ночи, в ходе проведения проектного испытания турбогенератора № 8 на энергоблоке № 4 произошёл взрыв, который полностью разрушил реактор. Здание энергоблока, кровля машинного зала частично обрушились. В различных помещениях и на крыше возникло более 30 очагов пожара. Основные очаги пожара на крыше машинного зала к 2 часам 10 минутам и на крыше реакторного отделения к 2 часам 30 минутам были подавлены. К 5 часам 26 апреля пожар был ликвидирован.
После разотравления топлива разрушенного реактора приблизительно в 20 часов 26 апреля в разных частях центрального зала 4 энергоблока возник пожар большой интенсивности. К тушению данного пожара вследствие тяжёлой радиационной обстановки и значительной мощности горения штатными средствами не приступали. Для ликвидации возгорания и обеспечения подкритичности дезорганизованного топлива использовалась вертолётная техника.
В первые часы развития аварии остановлен соседний 3-й энергоблок, произведены отключения оборудования 4-го энергоблока, разведка состояния аварийного реактора.
В результате аварии произошёл выброс в окружающую среду, по различным оценкам, до 14⋅1018 Бк, что составляет примерно 380 миллионов кюри радиоактивных веществ, в том числе изотопов урана, плутония, иода-131, цезия-134, цезия-137, стронция-90.
Для ликвидации последствий аварии распоряжением Совета Министров СССР была создана правительственная комиссия, председателем которой был назначен заместитель председателя Совета министров СССР Б. Е. Щербина.
Основная часть работ была выполнена в 1986—1987 годах, в них приняли участие примерно 240 000 человек. Общее количество ликвидаторов (включая последующие годы) составило около 600 000.
В первые дни основные усилия были направлены на снижение радиоактивных выбросов из разрушенного реактора и предотвращение ещё более серьёзных последствий.

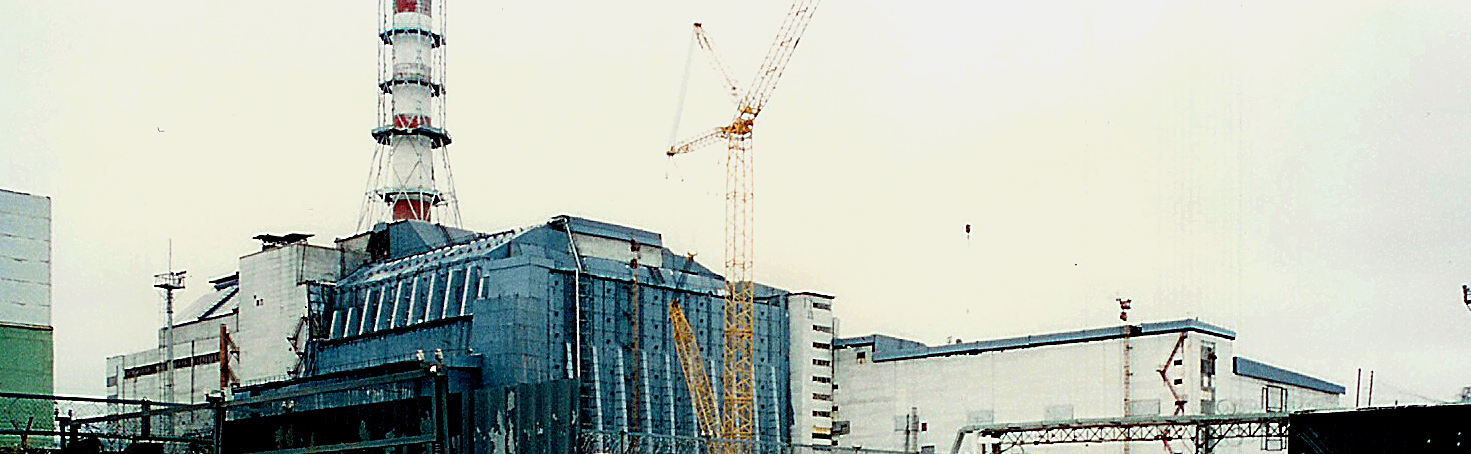
Саркофаг над четвёртым блоком

Затем начались работы по очистке территории и захоронению разрушенного реактора. Обломки, разбросанные по территории АЭС и на крыше машинного зала были убраны внутрь саркофага или забетонированы. Вокруг 4-го блока приступили к возведению бетонного «саркофага» (объект «Укрытие»). В процессе строительства «саркофага» было уложено свыше 400 тыс. м³ бетона и смонтированы 7000 тонн металлоконструкций. Его возведение завершено и Актом Государственной приёмочной комиссии законсервированный четвёртый энергоблок принят на техническое обслуживание 30 ноября 1986 года.
Приказом № 823 от 26 октября для эксплуатации систем и оборудования объекта «Укрытие» организован реакторный цех четвёртого блока.
22 мая 1986 года постановлением ЦК КПСС и Совета Министров СССР № 583 был установлен срок ввода в эксплуатацию энергоблоков № 1 и 2 ЧАЭС — октябрь 1986 года. В помещениях энергоблоков первой очереди проводилась дезактивация, 15 июля 1986 года окончен её первый этап.
В августе на второй очереди ЧАЭС произведено рассечение коммуникаций, общих для 3-го и 4-го блоков, возведена бетонная разделительная стена в машинном зале.
После выполненных работ по модернизации систем станции, предусмотренных мероприятиями, утверждёнными Минэнерго СССР 27 июня 1986 года и направленными на повышение безопасности АЭС с реакторами РБМК, 18 сентября получено разрешение на начало физического пуска реактора первого энергоблока. 1 октября 1986 года запущен первый энергоблок и в 16 ч. 47 мин. произведено подключение его к сети. 5 ноября произведён пуск энергоблока № 2.
24 ноября 1987 года приступили к физическому пуску реактора третьего энергоблока, энергетический пуск состоялся 4 декабря. 31 декабря 1987 года решением Правительственной комиссии № 473 утверждён акт приёмки в эксплуатацию 3-го энергоблока ЧАЭС после ремонтно-восстановительных работ.

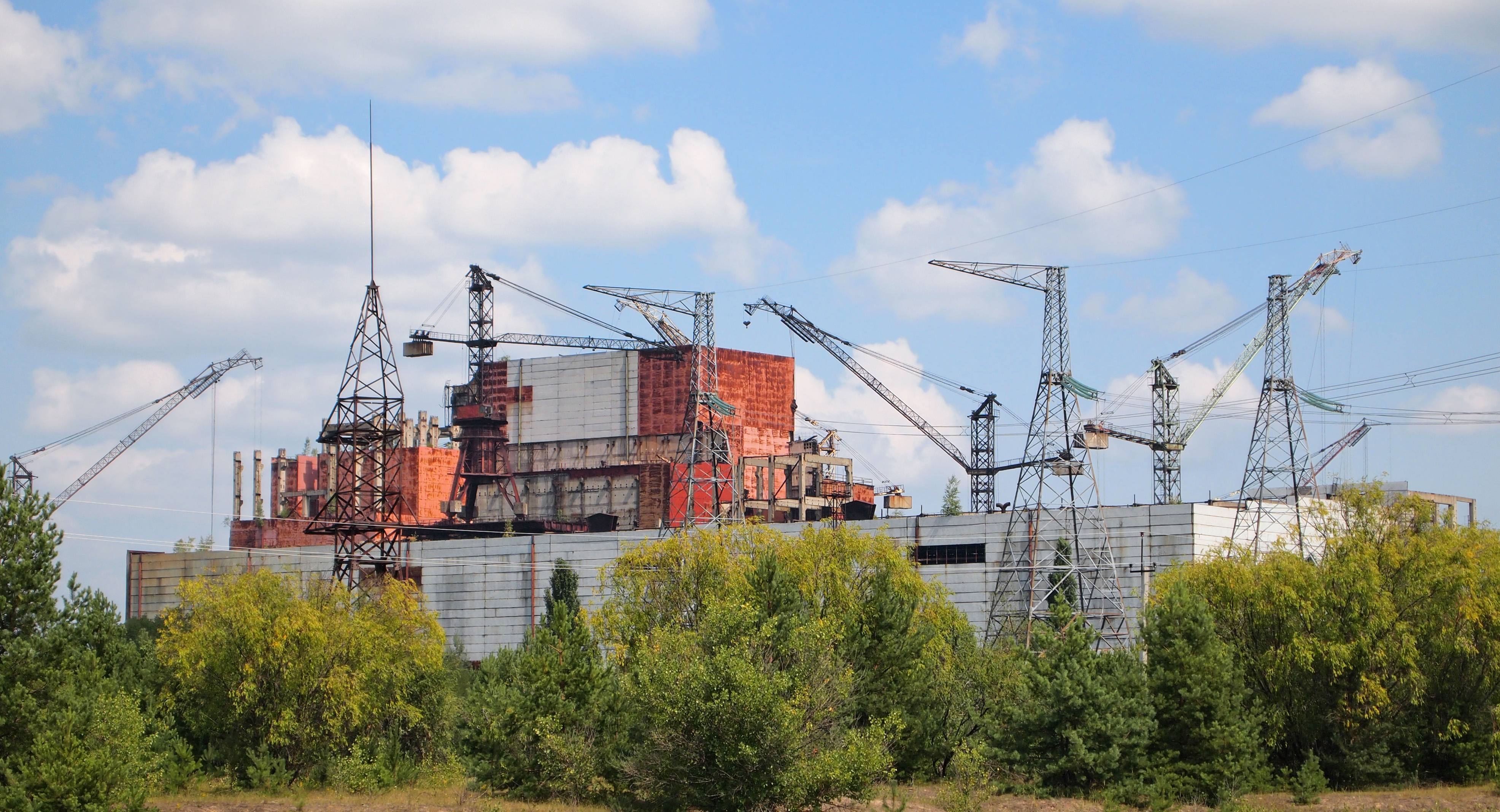
Третья очередь ЧАЭС, недостроенные 5 и 6 энергоблоки, 2013 год

Строительство 5-го и 6-го блоков было прекращено при высокой степени готовности объектов. Существовало мнение о целесообразности окончания строительства и пуска 5-го блока, имевшего незначительные уровни радиационного загрязнения, вместо проведения масштабной дезактивации 3-го блока для его дальнейшей эксплуатации. По состоянию на 1987 год была освоена треть капиталовложений по 5 энергоблоку. 27 мая 1987 года было официально заявлено, что строительство III очереди и градирен продолжаться не будет.
27 апреля 1986 года было эвакуировано население города-спутника ЧАЭС — Припять и жителей населённых пунктов в 10-километровой зоне. В последующие дни эвакуировано население других населённых пунктов 30-километровой зоны отчуждения.
2 октября 1986 года принято решение о строительстве нового города для постоянного проживания работников Чернобыльской АЭС и членов их семей после аварии на ЧАЭС — Славутича. 26 марта 1988 года выдан первый ордер на заселение квартир.
В результате аварии из сельскохозяйственного оборота было выведено около 5 млн га земель, вокруг АЭС создана 30-километровая зона отчуждения, уничтожены и захоронены сотни мелких населённых пунктов, около 200 000 человек было эвакуировано из зон, подвергшихся загрязнению.
Авария оценена по 7 уровню шкалы INES.

##### Пожар 23 мая 1986 года
23 мая 1986 года в 02:10 на отметке +12,50 в кабельных туннелях помещений 402/3 (помещение двигателей главных циркуляционных насосов [ГЦН]) и 403/3-4 (помещение шахт опускных трубопроводов) четвёртого аварийного энергоблока вследствие короткого замыкания в силовом кабеле 3-го и 4-го блоков возник пожар.
Горели кабели силовых сборок, пластикат, смазочное масло. Пожар продолжался около 7 часов.
Работы по ликвидации были затруднены из-за высоких значений экспозиционной дозы радиоактивного излучения, возникшего в результате аварии 26 апреля. Тушение производилось малыми группами при минимальном времени пребывания расчётов у очага пожара с использованием бронетехники. Для ликвидации возгорания потребовалось до 8 часов, участие приняли 268 пожарных, часть из которых получила значительные дозы облучения: рядом с очагом возгорания радиационный фон был более 200 рентген в час.
Пожар был строго засекречен приказом М. С. Горбачёва. Участники тушения, которым была необходима медицинская помощь, не могли рассказывать о причинах своего тяжёлого состояния даже лечащим врачам.

##### Пожар 11 октября 1991 года
11 октября 1991 года при снижении оборотов турбогенератора № 4 второго энергоблока для последующего его останова и вывода в ремонт сепаратора-пароперегревателя СПП-44 произошла авария по не зависящим от реакторной установки причинам.
В 20:10 по киевскому времени из-за повреждения изоляции кабельного монтажа несанкционированно было подано номинальное напряжение сети на практически остановленный генератор, который был переведён в непроектный «двигательный» режим. В результате значительной вибрации произошло разуплотнение подшипников и системы уплотнения генератора, выброс с последующим воспламенением водорода и масла в районе подшипников генератора. Реактор энергоблока № 2 был заглушён.
В машинном зале возник пожар, произошло обрушение кровли машинного зала, что повлекло за собой повреждения оборудования, участвовавшего в обеспечении безопасности и в расхолаживании реактора. Пожар на турбогенераторе № 4 был ликвидирован к 02:20 12 октября силами караула пожарной охраны ЧАЭС.
В результате аварии был повреждён турбогенератор № 4 и возбудитель генератора, выгорело 180 т турбинного масла и 500 м³ водорода, произошло обрушение 2448 м² кровли машзала (из 20 502 м²), вес обрушенных конструкций превышает 100 т.
Выброс радиоактивных аэрозолей, образовавшихся при горении элементов кровли со следами загрязнения от аварии 1986 года, через проём разрушений кровли машинного зала составил 3,6×10 Ки. Общий выброс во время данного нарушения в работе составил 1,4×10 Ки (в пределах допустимого суточного выброса в атмосферу 1,5×10 Ки).
Облучения персонала сверх установленных контрольных уровней не было. 63 участника ликвидации пожара из числа эксплуатационного персонала и пожарных получили дозы от 0,02 до 0,17 бэр (сЗв), что не превышает двухнедельных доз. Облучения населения не произошло, статистически значимого увеличения концентрации аэрозолей в приземном слое атмосферы в 30-км зоне не зафиксировано.
Несмотря на многочисленные отказы систем и оборудования, сопровождавшие аварию, реактор оставался в подконтрольном состоянии.
Непосредственно после пожара Чернобыльская АЭС запланировала и приступила к реализации ряда мероприятий по выполнению ремонтно-восстановительных работ на энергоблоке № 2 по ликвидации последствий пожара, реализовать которые в полном объёме не удалось из-за последующего принятия окончательного решения о закрытии Чернобыльской АЭС.

##### Обрушение кровли над машинным залом энергоблока № 4 12 февраля 2013 года
12 февраля 2013 года в 14 часов 3 минуты произошло частичное разрушение стеновых панелей и части лёгкой кровли машинного зала блока № 4 над необслуживаемыми помещениями с отметки +28,00 м в осях 50-52 от ряда А до ряда Б. Площадь разрушения составила около 600 м².
Изменений радиационной обстановки на промплощадке ЧАЭС и в зоне отчуждения нет. Пострадавших нет.

### Эксплуатация в 1990-х. Окончательное закрытие
22 сентября 1997 года начата реорганизация ПО «Чернобыльская АЭС» и её вхождение в структурное подразделение НАЭК «Энергоатом». 25 апреля 2001 года ЧАЭС реорганизована в Государственное специализированное предприятие Чернобыльская АЭС, а 15 июля 2005 года передана в сферу управления МЧС Украины.
17 февраля 1990 года Верховный Совет Украинской ССР и Совет Министров Украинской ССР определили срок вывода из эксплуатации энергоблоков Чернобыльской АЭС в 1991 году, 17 мая Совет Министров СССР выдал распоряжение о разработке программы вывода из эксплуатации энергоблоков.
2 августа того же года Верховный Совет Украинской ССР объявил Мораторий на строительство новых атомных станций и на увеличение мощности существующих сроком на пять лет.
Пожар 11 октября 1991 года на втором энергоблоке послужил основанием для решения Верховного Совета Украины о немедленном закрытии второго энергоблока Чернобыльской АЭС, а также о закрытии первого и третьего энергоблоков в 1993 году.
Однако уже в 1993 году Мораторий 1990 года на строительство новых атомных электростанций был досрочно снят и по предложению Кабинета министров Украины принято решение о продолжении эксплуатации Чернобыльской АЭС в течение срока, определяемого её техническим состоянием.
Под влиянием мировой общественности и взятых на себя обязательств было принято окончательное решение о выводе из эксплуатации Чернобыльской АЭС.
Постановлением Кабинета министров Украины от 22 декабря 1997 года признано целесообразным произвести досрочное снятие с эксплуатации энергоблока № 1, остановленного 30 ноября 1996 года.
Постановлением Кабинета министров Украины от 15 марта 1999 года признано целесообразным произвести досрочное снятие с эксплуатации энергоблока № 2, остановленного после аварии в 1991 году.
11 декабря 1998 года был принят Закон Украины, определивший особенности правовых отношений во время дальнейшей работы ЧАЭС и досрочного снятия с эксплуатации энергоблоков, преобразования разрушенного четвёртого энергоблока в экологически безопасную систему, а также защиту персонала Чернобыльской АЭС.
29 марта 2000 года Кабинетом министров Украины принято решение о досрочном снятии с эксплуатации энергоблока № 3 и окончательном закрытии Чернобыльской АЭС до конца 2000 года. В апреле Указом президента Украины Кучмы Л. Д. была создана Межведомственная (правительственная) комиссия по комплексному решению проблем Чернобыльской АЭС.
Указом президента Украины от 25 сентября создан Организационный комитет по подготовке и проведению мероприятий, связанных с Актом закрытия Чернобыльской АЭС.
В утверждённых 19 октября 2000 года президентом Украины мероприятиях к закрытию Чернобыльской атомной станции, а также в Постановлении Кабинета министров Украины от 29 ноября определён срок окончательного отключения и перевода в режим снятия с эксплуатации 3-го блока ЧАЭС — 12:00 15 декабря 2000 года.
5 декабря были проведены парламентские слушания с участием иностранных представителей в связи с закрытием ЧАЭС. Накануне закрытия, 14 декабря 2000 года, состоялся рабочий визит на Чернобыльскую АЭС президента Украины Л. Кучмы. Во время встречи с персоналом станции президент заверил, что ни один работник не останется без социальной защиты. Принятое Постановление Кабинета министров Украины от 29 ноября «О мероприятиях по социальной защите работников Чернобыльской АЭС и жителей города Славутич в связи с закрытием станции» определило комплекс мер по смягчению социальных последствий.
С 5 декабря 2000 года мощность реактора постепенно снижалась при подготовке к остановке. 14 декабря реактор работал на 5 % мощности. 15 декабря 2000 года в 13 часов 17 минут по приказу президента Украины во время трансляции телемоста Чернобыльская АЭС — Национальный дворец «Украина» поворотом ключа аварийной защиты (АЗ-5) навсегда остановлен реактор энергоблока № 3 Чернобыльской АЭС. Станция прекратила вырабатывать электроэнергию.

### Работа станции после остановки
15 декабря 2000 года для коллектива ЧАЭС начался период снятия остановленных энергоблоков с эксплуатации, являющийся важным звеном всего жизненного цикла любой АЭС. Для выполнения этой задачи решением правительства Чернобыльская АЭС была выведена из состава компании «Энергоатом» и преобразована в государственное специализированное предприятие. На основе ремонтной службы ЧАЭС в составе «Энергоатома» создано предприятие «Атомремонтсервис», где сегодня работают 730 человек, более трёхсот из которых — бывшие работники Чернобыльской АЭС. Созданный на базе управления противоаварийными действиями Чернобыльской АЭС учебно-аварийный центр компании «Энергоатом» также укомплектован в основном бывшими работниками ЧАЭС.

### Накрытие энергоблока № 4 аркой «Укрытие-2»
В конце ноября 2016 года арка была успешно надвинута на здание реактора. Для этой цели понадобилось демонтировать самый узнаваемый объект АЭС — вентиляционную трубу ВТ-2, высота которой составляла 150 м, а масса — 350 т.
Полный ввод в эксплуатацию нового безопасного конфайнмента (НБК) состоялся 10 июля 2019 года. Срок эксплуатации нового укрытия составляет 100 лет.

### Вторжение России на Украину
24 февраля 2022 года в ходе вторжения России на Украину на территории АЭС начались бои. В тот же день АЭС перешла под контроль российских войск. По мнению Офиса президента Украины, это влечёт за собой риск повреждения объекта. На территории станции находилось 107 человек (в том числе 4 сталкера) .
31 марта в СМИ появились сообщения о том, что российские военные покинули Чернобыльскую АЭС.
Сотрудники, приехавшие из Славутича, были на станции 600 часов, на некоторых из других территорий — 1000 часов.
В марте 2022 года предприятие сумело обеспечить безопасность на промышленной площадке и сохранило полный контроль над ядерными установками, ядерными материалами и радиоактивными отходами.
26 апреля 2022 Государственная инспекция ядерного регулирования Украины приостановила ряд лицензий, выданных Чернобыльской АЭС.
2 мая 2022 года на станции возобновлён дозиметрический контроль.
Всего работу станции обеспечивают 2700 человек.
По заявлениям украинских чиновников, российские войска во время оккупации разграбили и вывезли с Чернобыльской АЭС компьютеры, дозиметры и автомобили — всего на 135 миллионов долларов оборудования, много оборудования было уничтожено.

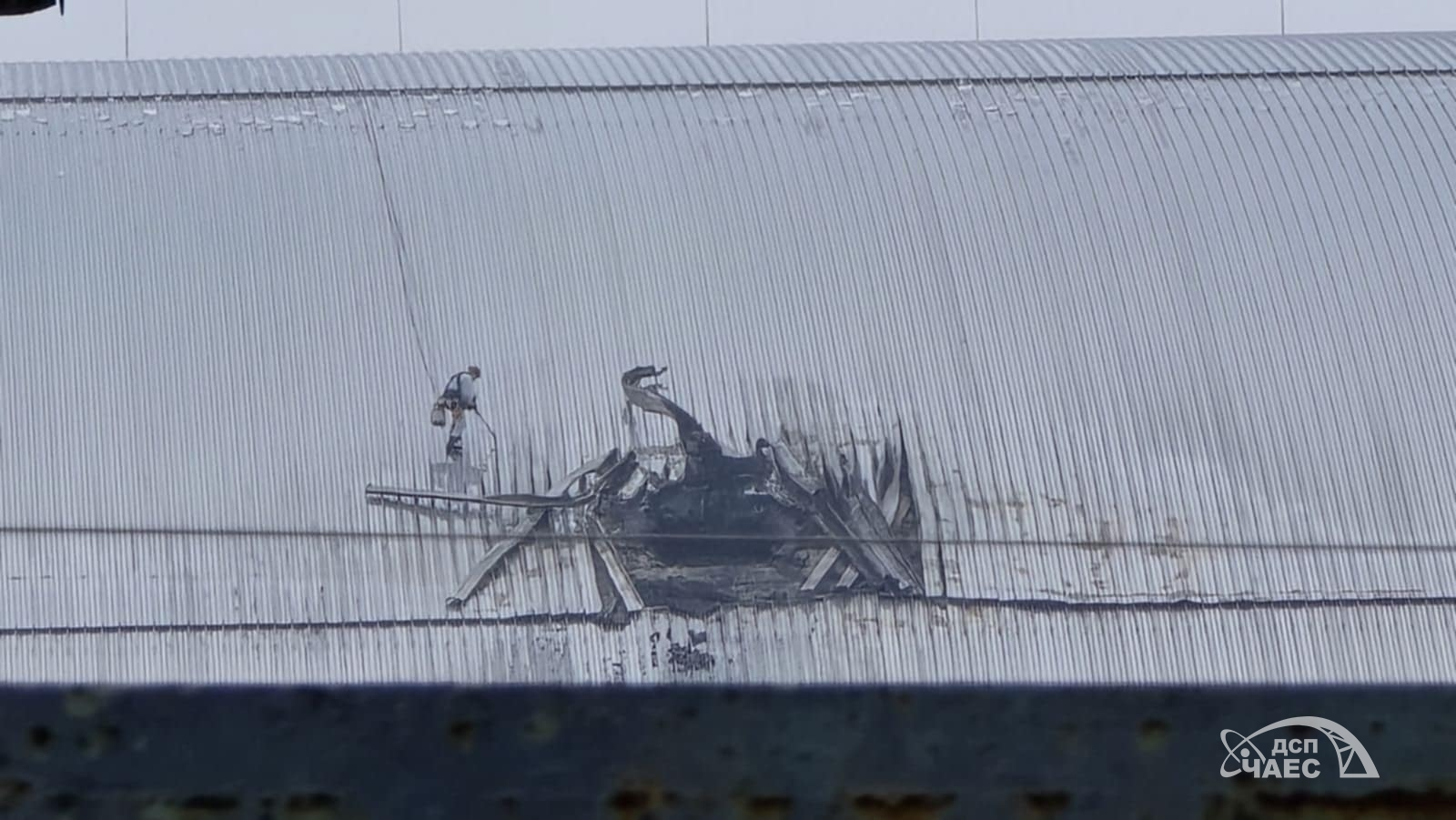
Пробоина в Новом безопасном конфайнменте от взрыва беспилотника

В ночь с 13 по 14 февраля 2025 года по Новому безопасному конфайнменту 4-го энергоблока ЧАЭС ударил беспилотник. Президент Украины Владимир Зеленский заявил, что он был запущен российской стороной. В МАГАТЭ заявили, что уровень радиации находится на стандартном уровне, внутренняя оболочка саркофага не повреждена. Российская сторона назвала сообщения об ударе российским дроном провокацией.

## Фотография и панорама ЧАЭС

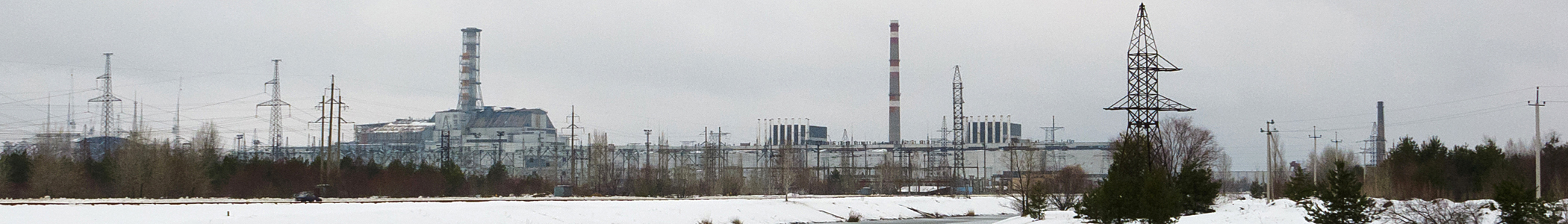

## Информация об энергоблоках
| Энергоблок                                | Тип реакторов                | Мощность | Мощность | Начало строительства | Подключение к сети       | Ввод в эксплуатацию                        | Закрытие                                                              |                                            |
| Энергоблок                                | Тип реакторов                | Чистая   | Брутто   | Начало строительства | Подключение к сети       | Ввод в эксплуатацию                        | Закрытие                                                              |                                            |
| ----------------------------------------- | ---------------------------- | -------- | -------- | -------------------- | ------------------------ | ------------------------------------------ | --------------------------------------------------------------------- | ------------------------------------------ |
| Энергоблок № 1 (закрыт)                   | РБМК-1000 (Первое поколение) | 740 МВт  | 800 МВт  | 1 марта 1970 года    | 26 сентября 1977 года    | 27 мая 1978 года                           | Остановлен 30 ноября 1996 года по приказу президента Л. Д. Кучмы      |                                            |
| Энергоблок № 2 (закрыт)                   | РБМК-1000 (Первое поколение) | 925 МВт  | 1000 МВт | 1 февраля 1973 года  | 21 декабря 1978 года     | 28 мая 1979 года                           | Остановлен 11 октября 1991 года после пожара в машинном зале.         |                                            |
| Энергоблок № 3 (закрыт)                   | РБМК-1000 (Второе поколение) | 925 МВт  | 1000 МВт | 1 марта 1976 года    | 3 декабря 1981 года      | 8 июня 1982 года                           | Остановлен 15 декабря 2000 года по приказу президента Л. Д. Кучмы     |                                            |
| Энергоблок № 4 (аварийный)                | РБМК-1000 (Второе поколение) | 925 МВт  | 1000 МВт | 1 апреля 1979 года   | 22 ноября 1983 года      | 26 марта 1984 года                         | Авария 26 апреля 1986 года. Полное разрушение активной зоны реактора. |                                            |
| Энергоблок № 5(прекращение строительства) | РБМК-1000                    | 950 МВт  | 1000 МВт | 1 января 1981 года   | декабрь 1986 года (план) | Строительство прекращено 27 мая 1987 года. | Строительство прекращено 27 мая 1987 года.                            | Строительство прекращено 27 мая 1987 года. |
| Энергоблок № 6(прекращение строительства) | РБМК-1000                    | 950 МВт  | 1000 МВт | 1 января 1983 года   | декабрь 1988 года (план) | Строительство прекращено 27 мая 1987 года. | Строительство прекращено 27 мая 1987 года.                            | Строительство прекращено 27 мая 1987 года. |